# Ferenc Soós
Ferenc Soós, född 10 juni 1919 i Újpest, Ungern död 5 februari 1981, i Budapest, var en ungersk bordtennisspelare och världsmästare i mixed dubbel och lag. 
Han spelade sitt första VM 1936 och 1950, 14 år senare sitt 7:e och sista.
Under sin karriär tog han 12 medaljer i Bordtennis VM; 4 guld, 4 silver och 4 brons. De tyngsta titlarna är den i mixed dubbel 1947 och den i dubbel 1950. 

## Meriter
- VM i bordtennis
  - 1936 i Prag
    - 3:e plats singel
    - 3:e plats dubbel (med Tibor Hazi)

  - 1937 i Baden (Niederösterreich)
    - 3:e plats singel
    - 2:a plats med det ungerska laget

  - 1938 i London
    - 1:a plats med det ungerska laget

  - 1947 i Paris
    - 1:a plats mixed dubbel (med Gizella Farkas)

  - 1948 i London
    - 2:a plats dubbel (med Adrian Haydon)

  - 1949 i Stockholm
    - 3:e plats singel
    - 1:a plats med det ungerska laget

  - 1950 i Budapest
    - 2:a plats singel
    - 1:a plats dubbel (med Ferenc Sidó)
    - 2:a plats med det ungerska laget